# Americhernes
Americhernes es un género de pseudoescorpiones de la familia Chernetidae. Está formado por las siguientes especies:
- Americhernes andinus
- Americhernes bethaniae
- Americhernes chilensis
- Americhernes eidmanni
- Americhernes ellipticus
- Americhernes guarany
- Americhernes incertus
- Americhernes kanaka
- Americhernes levipalpus
- Americhernes longimanus
- Americhernes mahnerti
- Americhernes muchmorei
- Americhernes neboissi
- Americhernes oblongus
- Americhernes orestes
- Americhernes paluma
- Americhernes perproximus
- Americhernes plaumanni
- Americhernes puertoricensis
- Americhernes reductus
- Americhernes samoanus
- Americhernes suraiurana